# إلبيدا حاجيداكي
إلبيدا حاجيداكي هي عالمة آثار بحرية يونانية متخصصة في حطام السفن القديمة ومدن الموانئ. نشأت في خانية الساحلية وكانت مهتمة بالتاريخ البحري منذ سن مبكر.تعلمت حاجيداكي الغوص بعد فترة وجيزة من الانتهاء من المدرسة الثانوية. لقد حققت في العديد من مواقع الأثرية ، بما في ذلك حطام سفينة ألونيسوس ، وحطام سفينة مينوان بالقرب من بسييرا ، وميناء فالاسارنا  القديم. كانت صديقة شرف فروست، وهي غواصة متوفية الآن وعالمة آثار تحت الماء.

## العمل الأثري
ابتداء من عام 1986، بدأت إلبيدا حاجيداكي وطاقمها في استكشاف فالاسارنا، وهي مدينة ميناء قديمة. ربما شاركت فالاسارنا في
القرصنة في الفترة الهلنستية.. حفرت حاجيداكي أبراجا متعددة وجدران تحصين ومباني تجارية ورصيفات ومزلقة و صهريج في المدينة، ووجدت شظايا أمفورات وأسلحة وفخار.
كانت فالاسارنا مدينة مستقلة محصنة للغاية سكت عملاتها المعدنية الخاصة.في عام 1992 ، قادت حاجيداكي فريقًا من علماء الآثار لاستكشاف حطام سفينة ألونيسوس. كما يوحي الاسم ، تم العثور على الحطام جنوب جزيرة ألونيسوس اليونانية.
بينما لم تكتشف الحطام - اكتشفه صياد محلي - كان فريقها أول من قام بفحصه بالكامل.عثرت حاجيداكي وزملاؤها في العمل على أكثر من ألف أمفورة ا ملقاة على قاع البحر في موقع الحطام غير مدفونة ، مع العديد من السراميك الفاخر تحتها.
كانت السفينة تحمل النبيذ للبيع. تم تأريخ الحطام إلى ما بين 420 و 400 قبل الميلاد خلال الفترة الكلاسيكية لليونان.
حطام سفينة ألونيسوس هو الآن متحف تحت الماء. يسعد حاجيداكي أن الموقع الأثري مفتوح للجمهور ، وتدعي أنها اقترحت هذه الفكرة بالذات بعد وقت قصير من اكتشاف حطام السفينة.
بحثت حاجيداكي عن حطام مينوي قبالة بسيرا واستكشفته ابتداء من عام 2003. غرقت سفينة تجارية بالقرب من الشاطئ بين عامي 1725 و1700 قبل الميلاد. بينما السفينة الخشبية نفسها لم يتم الحفاظ عليها ،عثرت هاجداكي وفريقها على عدد من القطع الأثرية الأخرى: أمفورا لنقل السوائل والأباريق ومعدات الطهي والأكواب و أوزان الصيد.

## كتابة
كتبت إلبيدا حاجيداكي كتابين:
- المرفأ الكلاسيكي والهلنستي في فالاسارنا: ميناء القراصنة؟ (1988)
- حطام سفينة مينوان في بسييرا ، كريت (2021)

ساهمت بفصول أو أقسام في المزيد من الكتب:
- جزيرة كريت وراء القصور (2004) - الفصل 4: "ميناء مينوان محتمل في جنوب كريت"
- التراث الثقافي الرقمي (2019) - "الواقع المختلط في التراث الثقافي الرقمي. الجمع بين عمليات إعادة الإعمار ثلاثية الأبعاد والهياكل الحقيقية في الموقع - حالة فالاسارنا القديمة" مع غونار ليسول
- على خطى الشرف فروست. حياة وإرث رائد في علم الآثار البحرية (2019) - "ثلاثة عقود من المغامرات مع شرف فروست في جزيرة كريت"

ساهمت أيضا في العديد من المجلات، بما في ذلك:
- المجلة الدولية لعلم الآثار البحرية والاستكشاف تحت الماء (1985)
- المجلة الأمريكية لعلم الآثار (1988)
- هيسبيريا: مجلة المدرسة الأمريكية للدراسات الكلاسيكية في أثينا (1990)
- نشرة المراسلات اليونانية (1996)